# Seznam poslanců Malty (1951–1953)
Seznam poslanců Malty za volební období 1951–1953.
| Jméno                          | Strana | Volební okresek | Poznámky                                       |
| ------------------------------ | ------ | --------------- | ---------------------------------------------- |
| Joseph Abela                   | MLP    | 4               |                                                |
| Emmanuel Attard Bezzina        | MLP    | 3               |                                                |
| Fanny Attard Bezzina           | MLP    | 1               |                                                |
| Giuseppe Attard Montalto       | CON    | 7               |                                                |
| Agatha Barbara                 | MLP    | 2               |                                                |
| Pawlu Boffa                    | MWP    | 1               |                                                |
| Cikku Bonaci                   | MLP    | 5               |                                                |
| Giorgio Borg Olivier           | PN     | 4               |                                                |
| Robert Borg                    | PN     | 1               |                                                |
| Salvu Cacciottolo              | MLP    | 3               | odstoupil; nástupce Dalli, Nazareno            |
| Giuseppe Maria Camilleri       | PN     | 6               |                                                |
| Tommaso Caruana Demajo         | PN     | 6               |                                                |
| Carmelo Caruana                | PN     | 3               |                                                |
| Joseph F. Cassar Galea         | PN     | 2               |                                                |
| Guze Cassar                    | MWP    | 3               |                                                |
| Amabile Cauchi                 | PN     | 8               |                                                |
| Giuseppi Cefai                 | MWP    | 8               |                                                |
| Johnnie Cole                   | MWP    | 3               |                                                |
| George De Giorgio              | PN     | 1               |                                                |
| Cecilia De Trafford Strickland | CON    | 8               |                                                |
| Joseph Ellul Mercer            | MLP    | 5               |                                                |
| Joseph Flores                  | MLP    | 6               |                                                |
| John Frendo Azzopardi          | PN     | 5               |                                                |
| George Galea                   | PN     | 8               |                                                |
| Robert Galea                   | CON    | 5               | odstoupil; nástupce Bartolo, Anthony Lawrence  |
| Godwin G. Ganado               | MWP    | 4               |                                                |
| Albert Victor Hyzler           | MWP    | 6               |                                                |
| Nestu Laviera                  | MLP    | 2               |                                                |
| Dom Mintoff                    | MLP    | 2               |                                                |
| Fortunato Mizzi                | PN     | 5               |                                                |
| Daniel Piscopo                 | MLP    | 2               |                                                |
| Mike Pulis                     | MLP    | 7               |                                                |
| Anthony Pullicino              | PN     | 4               |                                                |
| Carmelo Refalo                 | PN     | 8               |                                                |
| Joseph Salinos                 | MLP    | 1               |                                                |
| Giuseppe Sammut                | PN     | 7               |                                                |
| Anthony Schembri Adami         | MWP    | 7               | odstoupil; nástupce Bezzina Wettinger, Francis |
| Carmelo Schembri               | PN     | 7               |                                                |
| Mabel Strickland               | CON    | 4               | odstoupil; nástupce Busuttil, Edwin            |
| E.C. Tabone                    | MLP    | 6               |                                                |